# Li Xiaoshuang
Li Xiaoshuang (李小双S, Lǐ XiǎoshuāngP; 1º novembre 1973) è un ex ginnasta cinese.
Ha un fratello gemello, Li Dashuang, anch'egli ginnasta, con cui ha condiviso l'esperienza olimpica nel 1992.

## Carriera
Ha vinto ben sei medaglie olimpiche nella ginnastica artistica, di cui tre alle Olimpiadi 1992 e tre alle Olimpiadi 1996.
Alle Olimpiadi 1992 svoltesi a Barcellona ha vinto la medaglia d'oro nel corpo libero, la medaglia d'argento nel concorso a squadre e la medaglia di bronzo negli anelli.
Ai giochi olimpici 1996, tenutisi ad Atlanta, ha invece conquistato una medaglia d'oro nel concorso individuale e due medaglie d'argento, una nel corpo libero e una nel concorso a squadre.
In totale quindi ha raggiunto due medaglie d'oro olimpiche, tre d'argento e una di bronzo.
Nelle sue partecipazioni ai campionati mondiali di ginnastica artistica ha ottenuto, in diverse specialità, tre medaglie d'oro (una nel 1994 e due nel 1995) e tre medaglie d'argento (1991, 1994 e 1995).